# Lissjön (Karbennings socken, Västmanland)
Lissjön är en sjö i Norbergs kommun i Västmanland och ingår i Norrströms huvudavrinningsområde via Bågen och Svartån.